# Природа Шри-Ланки

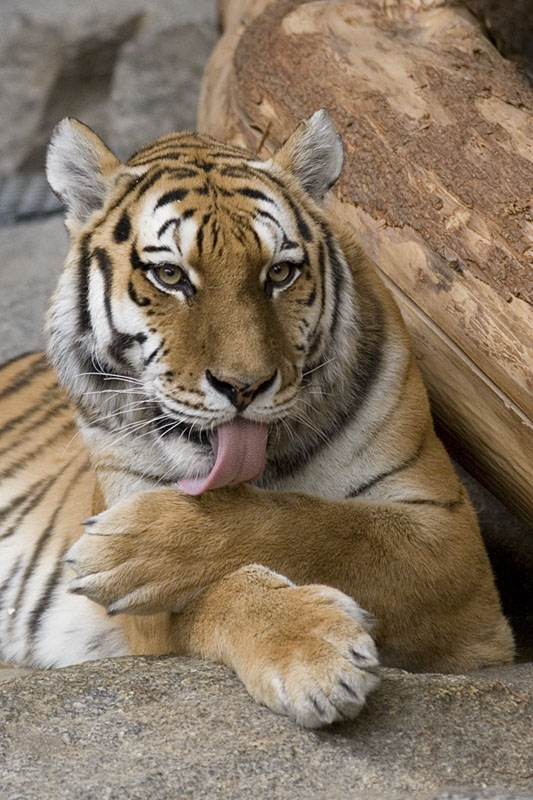
Тигр — один из символов острова

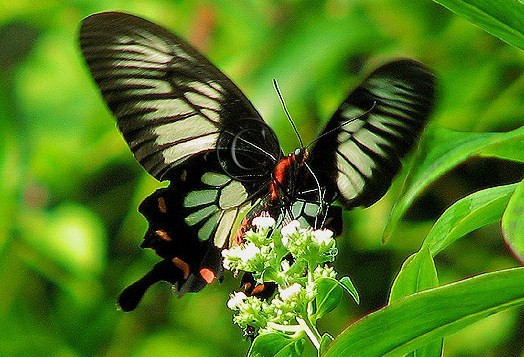
Бабочка Pachliopta jophon вымирающий эндемик Шри-Ланки.

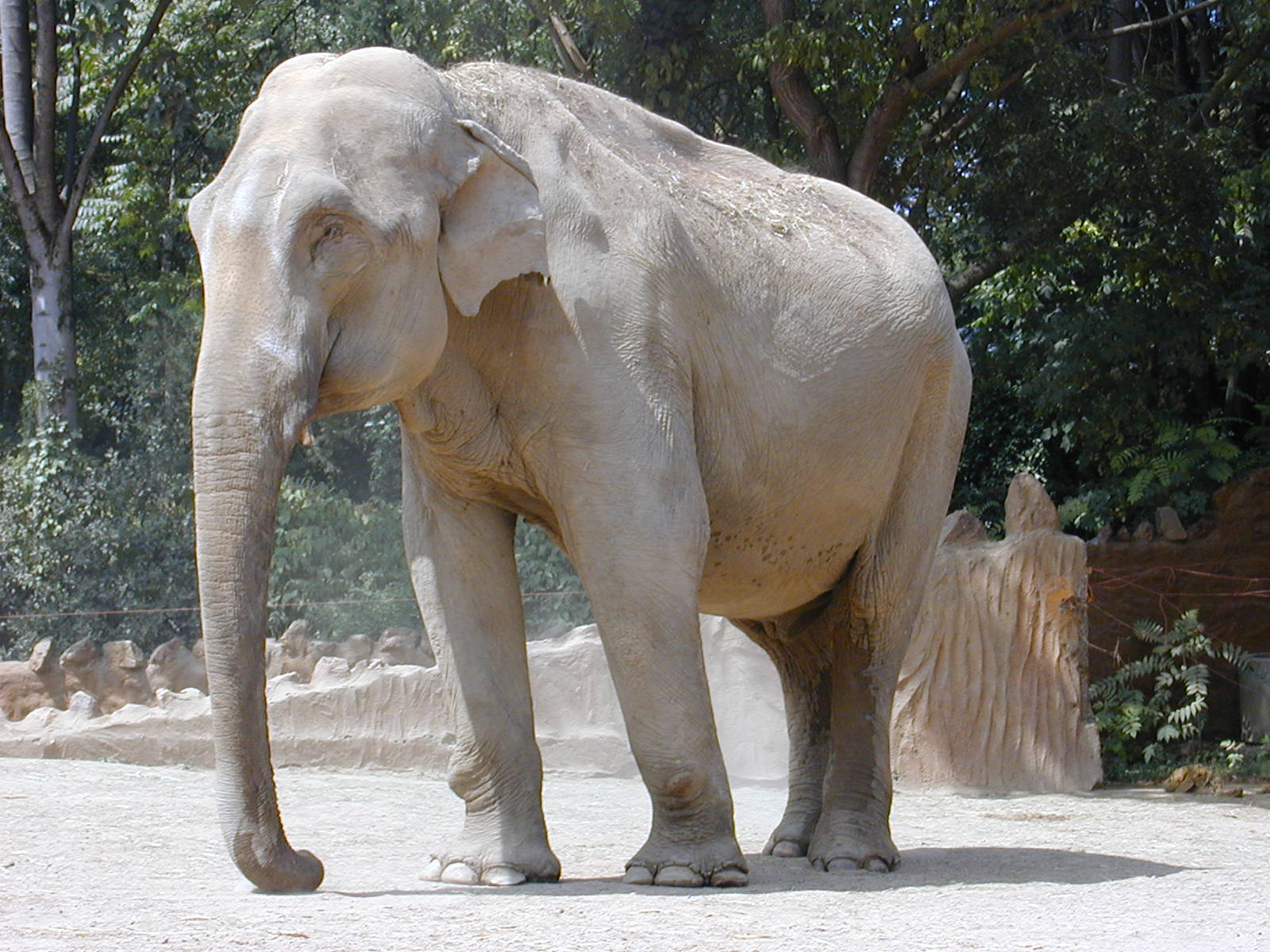
Индийский слон

Природа Шри-Ланки включает множество уникальных видов и считается одним из наиболее биологически разнообразных регионов мира.
Уровень эндемизма животных и растений Шри-Ланки составляет 16% от всей фауны и 23% цветковой флоры.

## Фауна позвоночных

### Млекопитающие
На Шри-Ланке обитает 91 вид, 41 из которых находятся под угрозой исчезновения (9 в критическом состоянии). 16 видов эндемики острова, из них 14 исчезающие, включая медведя губача (Melursus ursinus), эндемичных шри-ланкийского леопарда (Panthera pardus kotiya) и шри-ланкийского слона (Elephas maximus maximus), а также оленя индийского замбара (Cervus unicolor). Среди 11 отрядов больше всего видов приходится на отряд рукокрылые (30 видов). В окружающих Шри-Ланку морских водах встречается 26 видов отряда китообразные и один вид сирен.

### Птицы
227 видов птиц (ранее отмечалось до 486 видов), 46 из которых находятся под угрозой исчезновения (10 в критическом состоянии).

### Пресмыкающиеся
171 вид рептилий обитает на Шри-Ланке, из них 56 находятся под угрозой исчезновения и 101 вид эндемичны для острова (это, главным образом, змеи). А крупнейшие виды представлены двумя крокодилами: болотный крокодил (Crocodylus palustris) и гребнистый крокодил (Crocodylus porosus).

### Земноводные
Шри-Ланка является одним из наиболее разнообразных в мире в видовом отношении регионов для класса Земноводные. Здесь обитает 106 видов амфибий, из которых 90 эндемичны для острова и это является наивысшей видовой плотностью для амфибий в мире. 52 вида находятся под угрозой исчезновения, почти все из них (кроме одного) эндемичны.

### Рыбы
На Шри-Ланке встречается 82 вида пресноводных рыб, из которых 28 находятся под угрозой исчезновения.

## Насекомые
В фауне Шри-Ланки представлены 11 144 вида насекомых из 30 отрядов (отсутствует только Grylloblattodea). По данным на 2000 год это составляет 53% всех известных на острове организмов и 81% от всех местных видов животных:
- Ephemeroptera — 46 видов, 8 семейств
- Odonata — 117 видов, 12 семейств
- Orthoptera — 2 семейства
- Phasmatodea — 69 видов
- Тараканы — 66 видов
- Термиты — 56 видов (41 — эндемики)
- Embioptera — 4 вида
- Hemiptera — 794 вида
- Diptera — 1341 вид

### Жесткокрылые
Жуки на острове представлены более чем 3000 видами.

### Бабочки
Булавоусые или дневные бабочки представлены на острове 245 видами, из которых 23 эндемичны и нигде более не встречаются. 76 видов находятся под угрозой исчезновения, особенно вид Pachliopta jophon.

### Перепончатокрылые

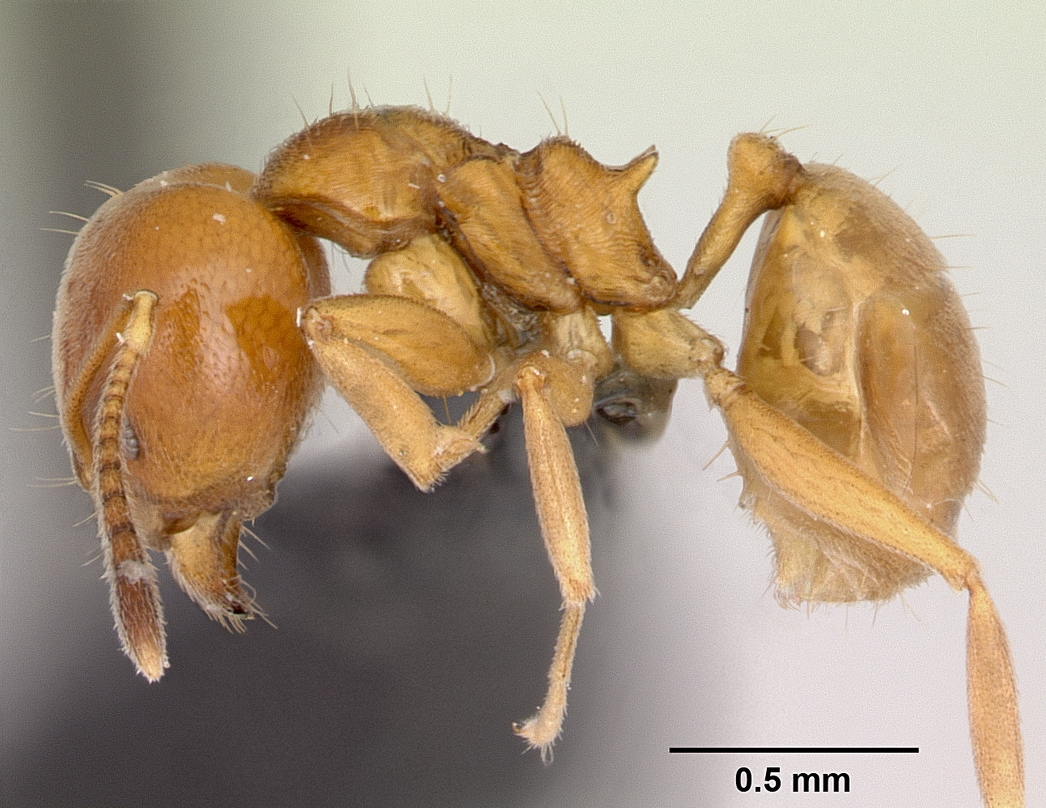
Эндемик Шри-Ланки — муравей Aneuretus simoni

#### Пчёлы
В энтомофауне Шри-Ланки найдено 148 видов (38 родов и 4 семейства) пчёл. Они связаны с 167 видами, 115 родами и 44 семействами цветковых растений.
- Apidae — 9 родов и 58 видов
- Colletidae — 1 род и 2 вида
- Halictidae — 19 родов и 53 вида
- Megachilidae — 9 родов и 35 видов

#### Муравьи
На Шри-Ланке найдено около 200 видов (10 подсемейств) муравьёв.

## Флора
Флора Шри-Ланки разнообразна и обладает высокой степенью эндемизма. Она включает 3,210 видов цветковых растений из 1,052 родов. 916 видов и 18 родов являются эндемиками острова. Выделяют 8 типов лесов на Шри-Ланке.

## Списки животных Шри-Ланки
- Список муравьёв Шри-Ланки
- Список пресмыкающихся Шри-Ланки